# بیابان بارسوکی
بیابان بارسوکی (به قزاقی: Barsuki Desert) یک بیابان در قزاقستان است که در حوضه تورگای واقع شده‌است.